# Оуэнс, Бак
Бак Оуэнс (англ. Buck Owens, при рождении Элвис Эдгар Оуэнс-младший, англ. Alvis Edgar Owens, Jr.; 12 августа 1929, Шерман, Техас — 25 марта 2006, Бейкерсфилд, Калифорния) — американский певец и гитарист, на счету которого 21 песня, занявшая вершину чарта кантри-чарта Billboard. Вместе со своей группой The Buckaroos является представителем и пионером Бейкерсфилдского звучания — жанра кантри, берущего своё название от калифорнийского города Бейкерсфилд, в котором проживал Оуэнс и в котором черпал своё вдохновение.

## Детство и ранняя карьера
Бак Оуэнс появился на свет на ферме неподалёку от городка Шерман, Техас. Детство, проведённое в сельской местности, повлияло на многое в жизни певца, включая даже его имя. Buck (Бак) звали осла семейства Оуэнс. Эту кличку Элвис-младший позаимствовал в трёх- или четырёхлетнем возрасте, с тех пор был известен исключительно как Бак Оуэнс. Вскоре Великая депрессия и Пыльный котёл вынудили семейство переехать в город Меса, Аризона.
Там юный Бак получил в подарок первый инструмент — подержанное пианино, на котором играл в редкие свободные от учёбы и работы минуты. Оуэнс-младший также потратился на покупку радио, по которому транслировались песни популярных в то время Боба Уиллса и Роя Экаффа. К 16 годам юноша и сам захотел стать артистом, неплохо играл на мандолине и гитаре, и мандолине, и выступал на радио KTYL. Однако ни это, ни женитьба исполнителя, ни даже рождение сыновей не могло изменить мнение певца, что будущего в Месе у него нет.
Ближайшие годы Оуэнс провёл в разъездах, работая дальнобойщиком и сессионным музыкантом для звёзд музыки кантри Ванды Джексон, Теннесси Эрни Форда, Джина Винсента, Сонни Джеймса и других. Первые успехи на музыкальном поприще пришли к музыканту лишь в начале 1950-х, после знакомства с Доном Ричем, ставшим впоследствии ближайшим другом певца, и переезда в Бейкерсфилд, Калифорния.

## Кульминация карьеры
Первой действительно успешной песней Бака Оуэнса стала «Above and Beyond», занявшая в кантри-чартах третье место и принёсшая ему признание публики. Уже в 1960 Бак Оуэнс становится лучшим молодым исполнителем года по версии Billboard, записи 1961 года приносят первые награды, а сингл «Act Naturally» 1963 года взлетел на самый верх кантри-чарта даже несмотря на то, что Дону Ричу пришлось немало потрудиться, чтобы уговорить Бака Оуэнса записать его.
За этим последовали альбомы 1966 года Carnegie Hall Concert, турне по Японии 1967 года (что было редкостью для кантри), концерт 1968 года в Белом доме для президента США Линдона Джонсона и хиты № 1 кантри-чарта «Tall Dark Stranger» и «Who’s Gonna Mow Your Grass» (1969). Вершины популярности достигло комедийное шоу Бака Оуэнса «Hee Haw», выдержавшее в сумме 24 сезона в эфире.

## Карьера в 1970—1990-е
В семидесятые Бак Оуэнс и его группа The Buckaroos вошли на волне популярности. Однако в первые же годы наметился спад, спровоцированный уходом из группы Дойла Холли — выдающегося кантри-басиста. Из оригинального состава в группе остались только Оуэнс и Рич, и штурм вершин чартов пришлось отложить. Группа несколько ожила после прихода стил-гитариста Джерри Брайтмена, но подъём оказался временным. 17 июля 1974 года погиб Дон Рич, не справившись с управлением мотоцикла.
Для Бака Оуэнса гибель ближайшего друга стала ударом. Карьера музыканта на эстраде фактически прервалась на долгие годы. Оуэнс переключился на работу с принадлежавшими ему радиостанциями в Финиксе и Бейкерсфилде, продюсирование и звукозапись. В 1986 году закрылось и шоу Hee Haw. Лишь в 1988 году состоялось значимое событие — запись-дуэт с Дуайтом Йокамом, впервые за долгие годы вернувшая Оуэнса на вершины кантри-чартов.
Благодаря этому в 1990-е лучшие материалы группы Buck Owens and The Buckaroos пережили волну переизданий, а сам музыкант выкупил права на собственные произведения.
В 1996 году Оуэнс был введён в Зал славы кантри и в Нэшвильский зал славы поэтов-песенников.
Оуэнс скончался 25 марта 2006 года от инфаркта, вскоре после выступления в своём мюзик-холле Crystal Palace, расположенном в Бейкерсфилде.

## Особенности стиля
Музыка Оуэнса возникла в качестве альтернативы лощёному звучанию кантриполитана. Она состояла из элементов нескольких стилей — хонки-тонка, хиллбилли, мексиканской фолк-музыки. Для композиций Оуэнса характерны: простые сюжетные линии, заразительные припевы, бренчащая электрогитара, непрерывный ритм барабанов и двухвокальные гармонии Оуэнса и его гитариста Дона Рича.